# Vous êtes en direct
Vous êtes en direct est une émission de télévision française consacrée à l'actualité des medias et de la télé-réalité.
Présentée en direct du lundi au vendredi en access prime-time par Jean-Marc Morandini, elle est diffusée sur NRJ 12 du 27 août 2012 au 5 juillet 2013, avec des rediffusions sur NRJ Paris. L'émission n'est pas reconduite pour une seconde saison, faute d'audience.
À la rentrée 2013, l'émission Morandini : télé, people, buzz lui succède brièvement sur la grille des programmes d'NRJ 12.

## Historique
En juillet 2012, l'animateur quitte Direct 8 (où il animait Morandini !) pour rejoindre NRJ 12 afin d'y animer une émission sur l'actualité des célébrités et médias. Elle se nomme Vous êtes en direct et est diffusée entre le 27 août 2012 à 18 h 25 et le 5 juillet 2013.
L'émission est produite par Ne Zappez Pas Productions et Carson Prod.
Les audiences de cette émission sont en constante baisse depuis avril 2013, passant de 800 000 à moins de 300 000 téléspectateurs, perdant ainsi 6 points de parts de marché sur les ménagères, tandis que sur D8 à la même heure, Cyril Hanouna concurrent direct de Morandini avec Touche pas à mon poste ! réunit plus d'un million de téléspectateurs en moyenne (soit trois fois plus).
Le 6 août 2013, Jean-Marc Morandini annonce la fin de Vous êtes en direct sur son blog et précise qu'elle sera remplacée par un nouveau programme intitulé Morandini: télé, people, buzz.

## Concept
Jean-Marc Morandini et sept journalistes travaillant en presse écrite ou en radio interrogent les personnalités qui font l’actualité du jour. Chaque soir, un téléspectateur résidant dans un pays étranger intervient en direct dans l'émission, pour parler de ce qui fait l'événement, dans son pays. À partir du 10 septembre 2012, Jean-Marc Morandini modifie quelque peu son émission en ajoutant aux six journalistes réguliers, un journaliste invité qui travaille dans un grand groupe de média français.
Depuis le 7 janvier 2013, le réajustement des grilles et la concurrence, amène des changements plus important dans l'émission. Elle est prolongée de 10 minutes (elle commence à 18 h 30 au lieu de 18 h 40, afin de débuter à la même heure que la concurrence sur D8 et France 4) et se déroule en public. Il n'y a plus que cinq journalistes réguliers sur le plateau qui change de décor. Les invités du fauteuil rouge et les interventions des téléspectateurs résidant en France ou à l'étranger sont supprimés. Tous les soirs, un chroniqueur intervient sur le plateau pour parler de l'actualité de la télévision et des célébrités sur un ton humoristique.

## Participants
- Nicolas Aguirre, rédacteur en chef adjoint de Télé poche
- Romain Ambro, journaliste sur Europe 1
- Laurie Cholewa, journaliste à Eurosport
- Marie Inbona, animatrice sur NRJ 12 et NRJ Paris
- Catherine Ivanichtchenko, journaliste au magazine Closer
- Alexandre Maras, journaliste au magazine Gala
- Julia Martin, journaliste sur Europe 1
- Romain Migdalski, journaliste spécialisé dans la télé-réalité
- Adrien Rohard, chroniqueur « Vos twitts »
- Nicolas Vollaire, rédacteur en chef adjoint de TV Magazine
- Paul Wermus, journaliste au magazine VSD et animateur sur France 3
- Mathieu Alterman, journaliste et écrivain
- Christophe Combarieu
- Guillaume Frisquet
- Léo Lanvin, animateur radio
- Cécile de Ménibus, ex dans Morandini !
- Louis Morin, journaliste et animateur sur Sud Radio
- François-Olivier Nolorgues
- Guillaume Pley, animateur radio
- Éva Roque
- Astrid de Sarlaise, journaliste
- Alina Schiau, animatrice radio sur Chérie FM
- François Viot, rédacteur en chef de Télé Câble Sat Hebdo
- Catherine Rambert, journaliste au magazine Télé Star
- Sandra Muller, directrice de La Lettre de l'Audiovisuel, ancienne chroniqueuse de Morandini !
- Jean-Michel Claveau, qui avait participé à la saison 6 en 2011 de l'Amour est dans le pré.

## Rubriques
- Le débrief des Anges de la téléréalité (pendant la période mars-juillet)
- Les audiences
- Le Zap'Audiences
- La Question du jour (les téléspectateurs répondent à une question de jean-marc via Twitter avec le #MORANDINI)
- 5 infos
- À voir ou pas : le baromètre
- Questions People - Questions sur la télé-réalité
- Les enquêtes
- Les invité(e)s
- Vos tweets (copie des Questions en 4/3 de Jean-Luc Lemoine)
- La conférence de presse (l'invité du jour face à 7 journalistes)
- L'actu people d'Adrien Rohard
- Les interventions des téléspectateurs
- Les Mecs pas très net

## Critiques de l’émission
Dans un article publié sur Télérama.fr, Marie-Hélène Soenen reproche à l'émission d'être « une copie presque conforme de Morandini ! » et « loin de renouveler quoi que ce soit, Vous êtes en direct est faussement impertinente, en quête perpétuelle de buzz et de révélations choc ». L'émission aurait « une mise en scène du café du commerce » avec un Morandini qui « charge, coupe la parole, pousse à la révélation ». Avec cette éternelle obsession du « buzz » qui se ferait « sous [nos] yeux » et des journalistes qui « bavardent » avec « un ton faussement concerné ».

## CSA
Le 18 juillet 2013, le CSA rend public une décision de son assemblée plénière du 19 juin 2013 où il épingle l'émission pour un faux duplex avec l'acteur Vin Diesel diffusé le 17 mai 2013. La séquence avait été présentée aux téléspectateurs comme en direct alors qu'elle avait été enregistrée depuis plusieurs jours.